# Wskaźnik jakości powietrza

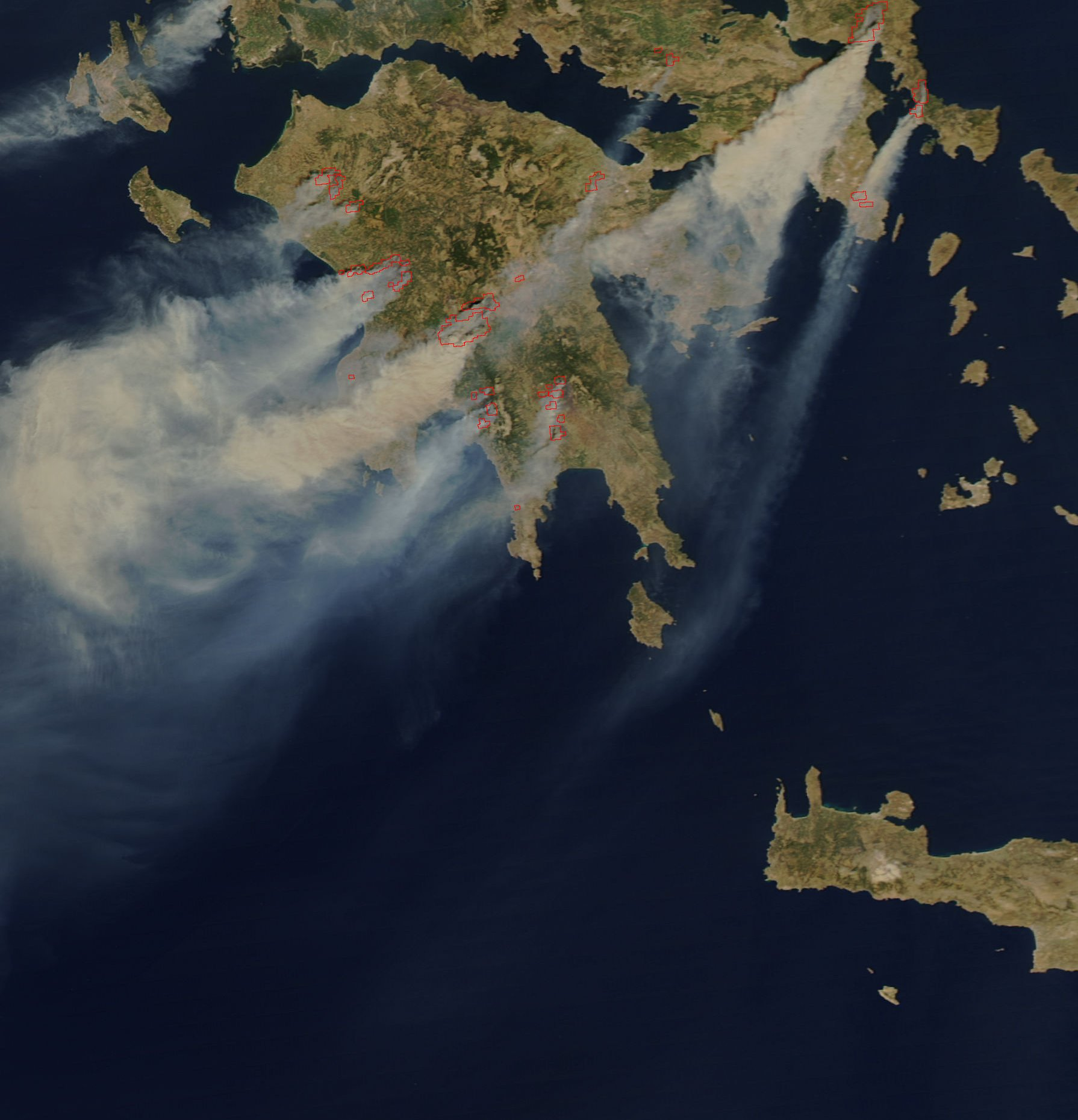
Satelitarne zdjęcie dymu z pożarów w Grecji, które przyczyniły się do podwyższonego AQI na terenach położonych na zawietrzną

Wskaźnik jakości powietrza (ang. Air Quality Index, AQI) – wskaźnik opracowany przez agencje rządowe, w celu informowania społeczeństwa o aktualnym stanie zanieczyszczenia powietrza lub prognozowanym poziomie jego zanieczyszczenia. W miarę wzrostu poziomu zanieczyszczenia powietrza, wzrasta również AQI, co wiąże się z większym ryzykiem dla zdrowia publicznego. Dzieci, osoby starsze oraz osoby z problemami układu oddechowego lub sercowo-naczyniowego są zazwyczaj pierwszymi grupami dotkniętymi przez niską jakość powietrza. W sytuacji, gdy AQI jest wysokie, organy rządowe zazwyczaj zalecają ograniczenie aktywności fizycznej na świeżym powietrzu lub wręcz unikanie wychodzenia na zewnątrz. W przypadku, gdy pożary lasów powodują wysokie AQI, zaleca się noszenie masek (takich jak maska N95) na zewnątrz oraz używanie oczyszczaczy powietrza (zawierających zarówno filtry HEPA, jak i węgiel aktywny) wewnątrz pomieszczeń.
Różne kraje mają swoje własne wskaźniki jakości powietrza, które odpowiadają krajowym standardom jakości powietrza. Przykładami są kanadyjski Indeks Zdrowia Jakości Powietrza, malezyjski Indeks Zanieczyszczenia Powietrza oraz singapurski Wskaźnik Standardów Zanieczyszczeń.

## Przegląd
Indeks jakości powietrza to wskaźnik wykorzystywany do oceny stopnia zanieczyszczenia powietrza, bazujący na pomiarach stężenia zanieczyszczeń w określonym czasie, uzyskanych z monitoringu powietrza lub modeli rozpraszania atmosferycznego. Wartości AQI są klasyfikowane w przedziały, którym przypisuje się odpowiednie opisy, kody kolorystyczne oraz zalecenia zdrowotne, co ma na celu informowanie społeczeństwa o potencjalnych zagrożeniach dla zdrowia związanych z jakością powietrza.
Wzrost AQI może być wynikiem zwiększonej emisji zanieczyszczeń, na przykład podczas wzmożonego ruchu ulicznego, w wyniku pożarów lasów lub z powodu braku rozpraszania zanieczyszczeń, co często jest związane ze stagnacją powietrza. Stagnacja powietrza, która może być spowodowana przez antycyklon, inwersję temperatury lub niskie prędkości wiatru, prowadzi do utrzymywania się zanieczyszczeń na danym obszarze, co skutkuje wysokimi stężeniami zanieczyszczeń i chemicznymi reakcjami między nimi, a także powstawaniem warunków sprzyjających powstawaniu mgły.
W dni, gdy przewiduje się wysokie wartości AQI z powodu zanieczyszczeń drobnymi cząstkami, agencje zdrowia publicznego mogą zalecać szczególnie wrażliwym grupom, takim jak osoby starsze, dzieci oraz osoby z chorobami układu oddechowego lub sercowo-naczyniowego, unikanie aktywności na świeżym powietrzu. W niektórych przypadkach mogą również ogłaszać „dni akcji”, zachęcając do dobrowolnych działań na rzecz redukcji emisji, takich jak korzystanie z transportu publicznego. W przypadkach bardzo złej jakości powietrza, na przykład podczas epizodów zanieczyszczenia powietrza, gdy AQI wskazuje na wysokie ryzyko zdrowotne, agencje mogą wprowadzać plany awaryjne, które umożliwiają ograniczenie emisji przez głównych emitentów, takich jak przemysł węglowy, do momentu poprawy warunków.
Większość krajów monitoruje takie zanieczyszczenia jak ozon przyziemny, cząstki stałe, dwutlenek siarki, tlenek węgla oraz dwutlenek azotu, na podstawie których oblicza się AQI. Definicja AQI w danym kraju odzwierciedla proces ustanawiania krajowych norm jakości powietrza oraz dyskusję na temat ochrony zdrowia publicznego. Obecnie dostępna jest również strona internetowa, która umożliwia agencjom rządowym z całego świata przesyłanie danych z monitoringu powietrza w czasie rzeczywistym, przy użyciu wspólnej definicji AQI.

## Indeksy jakości powietrza według lokalizacji

### Australia
Każdy ze stanów i terytoriów Australii odpowiada za monitorowanie jakości powietrza i publikowanie danych zgodnie z normami National Environment Protection (Ambient Air Quality) Measure (NEPM). Dane o jakości powietrza są publikowane dla poszczególnych lokalizacji monitorujących, a większość stanów i terytoriów publikuje również indeksy jakości powietrza (AQI) dla tych lokalizacji.
W Australii stosuje się jednolitą metodologię obliczania AQI, gdzie wartość 100 oznacza maksymalne stężenie dla każdego zanieczyszczenia określone przez NEPM. Standardy maksymalnego stężenia obejmują m.in.:
- Tlenek węgla (8 godzin): 9 ppm
- Dwutlenek azotu (1 godzina): 0,12 ppm
- Ozon (1 godzina): 0,10 ppm
- Pył zawieszony PM10 (1 dzień): 50 μg/m³
- Pył zawieszony PM2.5 (1 dzień): 25 μg/m³

Wskaźnik AQI dla danej lokalizacji to najwyższa wartość indeksu spośród monitorowanych zanieczyszczeń. AQI jest podzielony na zakresy z przypisanymi zaleceniami zdrowotnymi, np. „Bardzo dobry” (0-33), „Dobry” (34-66), „Słaby” (67-99), „Niebezpieczny” (200+).

### Kanada
W Kanadzie przez wiele lat raportowano jakość powietrza przy użyciu prowincjonalnych indeksów jakości powietrza (AQI). AQHI (Air Quality Health Index) to narzędzie ochrony zdrowia, które pomaga zrozumieć wpływ jakości powietrza na zdrowie i dostarcza zaleceń dotyczących zmniejszenia narażenia na zanieczyszczenia powietrza.
AQHI przyjmuje wartości od 1 do 10+, gdzie wyższe wartości wskazują na wyższe ryzyko zdrowotne. Dla każdej kategorii ryzyka zdrowotnego przypisane są odpowiednie zalecenia, np. „Niskie ryzyko” (1-3), „Umiarkowane ryzyko” (4-6), „Wysokie ryzyko” (7-10).

### Chiny

#### Hongkong
W 2013 roku Hongkong zastąpił swój Air Pollution Index nowym wskaźnikiem AQHI, który uwzględnia stężenia czterech zanieczyszczeń: ozon, dwutlenek azotu, dwutlenek siarki i pyły zawieszone (PM10, PM2.5). AQHI jest obliczany na podstawie ryzyka nadmiarowych hospitalizacji związanych z ekspozycją na te zanieczyszczenia.
AQHI dzieli się na pięć kategorii ryzyka zdrowotnego, np. „Niskie” (1-3), „Umiarkowane” (4-6), „Poważne” (10+).

#### Chiny kontynentalne
Ministerstwo Ochrony Środowiska Chin monitoruje poziom zanieczyszczeń w 163 miastach, a wskaźnik AQI opiera się na poziomach sześciu zanieczyszczeń: dwutlenek siarki, dwutlenek azotu, pyły PM10, pyły PM2.5, tlenek węgla i ozon. AQI oblicza się zarówno na podstawie godzinowych, jak i dobowych danych, przy czym najwyższa wartość z sześciu monitorowanych wskaźników stanowi końcowy wynik AQI.
Kategorie AQI obejmują m.in.: „Doskonała” (0-50), „Lekko zanieczyszczona” (101-150), „Silnie zanieczyszczona” (201-300).

### Europa
W Europie od 2006 roku stosowany jest Wspólny Wskaźnik Jakości Powietrza (CAQI), który ma na celu umożliwienie porównania jakości powietrza w różnych miastach. CAQI jest liczony na podstawie stężeń NO
2, PM10 i O
3, z dodatkowymi opcjonalnymi składnikami jak PM2.5, CO i SO
2. Wskaźnik podzielony jest na skale od 0 do 100, gdzie niższe wartości oznaczają lepszą jakość powietrza.

### Indie
Narodowy Wskaźnik Jakości Powietrza (NAQI) wprowadzono w 2014 roku w ramach inicjatywy Swachh Bharat Abhiyan. NAQI bierze pod uwagę osiem zanieczyszczeń, w tym PM10, PM2.5, NO
2, SO
2, CO, O
3, NH
3 i Pb, i dzieli się na sześć kategorii: „Dobra” (0-50), „Bardzo zła” (301-400) oraz „Krytyczna” (401-500).

### Singapur
Singapur korzysta z Pollutant Standards Index (PSI) do raportowania jakości powietrza, który jest podobny do stosowanego w Malezji i Hongkongu. PSI dzieli się na kategorie od „Dobra” (0-50) do „Niebezpieczna” (301-500).

### Korea Południowa
Ministerstwo Środowiska Korei Południowej stosuje Złożony Wskaźnik Jakości Powietrza (CAI), który opiera się na pięciu zanieczyszczeniach. Wskaźnik CAI jest podzielony na sześć kategorii, gdzie wyższe wartości oznaczają większe zanieczyszczenie powietrza i związane z nim ryzyko zdrowotne.

### Wielka Brytania
W Wielkiej Brytanii najczęściej używany jest Codzienny Wskaźnik Jakości Powietrza (DAQI), rekomendowany przez Committee on the Medical Effects of Air Pollutants (COMEAP). DAQI dzieli się na cztery grupy: niska, umiarkowana, wysoka i bardzo wysoka, z odpowiednimi zaleceniami zdrowotnymi.

### Stany Zjednoczone
Amerykańska Agencja Ochrony Środowiska (EPA) opracowała wskaźnik AQI, który podzielony jest na sześć kategorii, wskazujących na rosnący poziom zagrożenia zdrowia. Wartość AQI powyżej 300 oznacza „niebezpieczną” jakość powietrza. AQI opiera się na pięciu „kryteriach” zanieczyszczeń regulowanych przez Clean Air Act: ozon przyziemny, cząstki stałe, tlenek węgla, dwutlenek siarki i dwutlenek azotu.
AQI oblicza się na podstawie wielomianowej funkcji liniowej stężenia zanieczyszczeń.